# Остановочный пункт

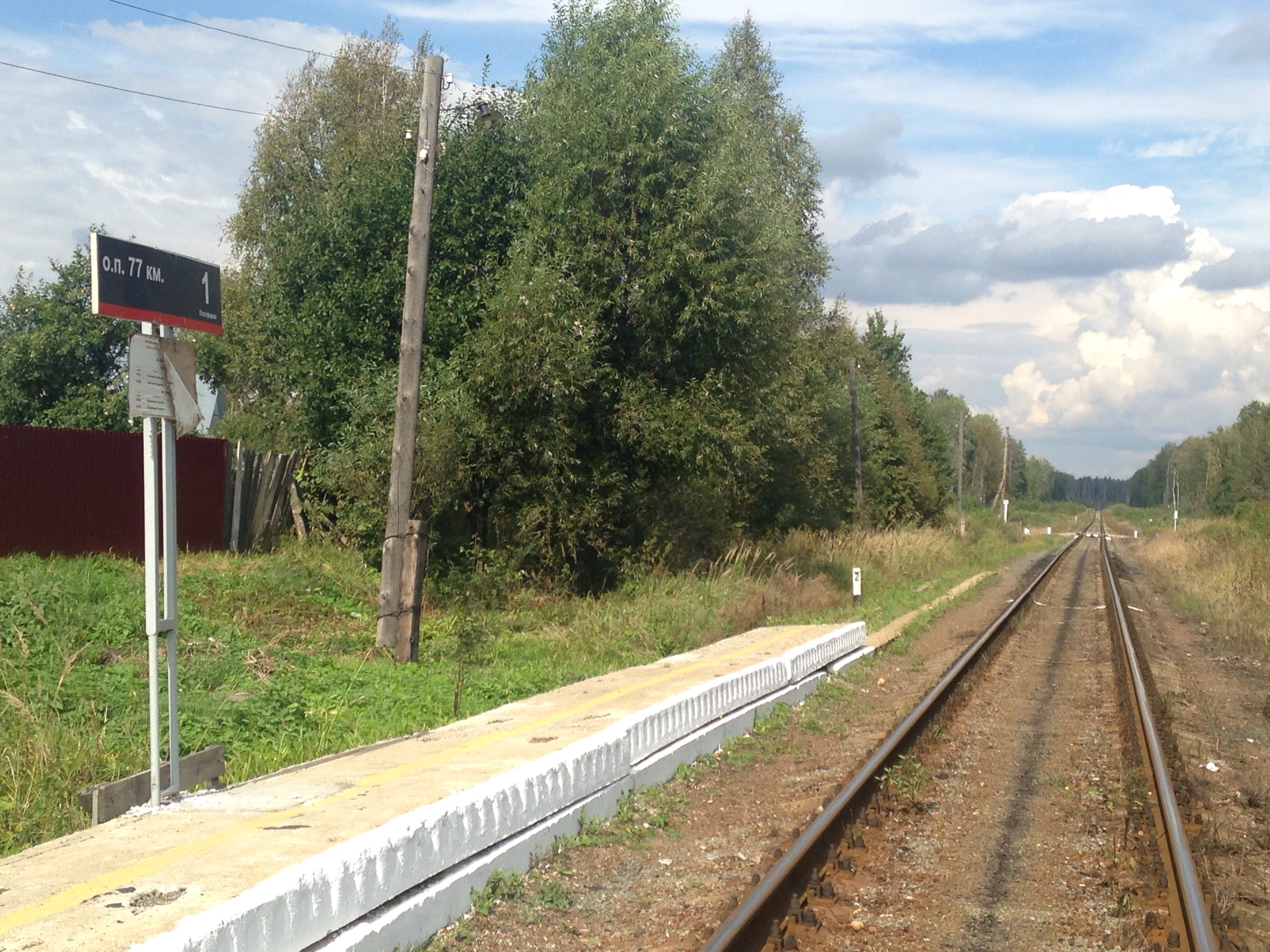
О. п. 77 км, Горьковская железная дорога

Остано́вочный пункт (о.п.) — место остановки пассажирских поездов для высадки и посадки пассажиров и/или для служебных нужд перевозчика. Исходя из определения, им является также и любая станция метрополитена.
Пассажирский остановочный пункт на путях общего пользования в России, расположенный на перегоне, не имеет путевого развития, предназначен для посадки и высадки пассажиров и не является раздельным пунктом. В литературе словосочетание «остановочный пункт» некоторыми может применяться и к другому транспорту, например морскому.

## Описание
Остановочный пункт в отличие от железнодорожной станции не имеет путевого развития и располагается вдоль главных путей железной дороги. Оборудован платформами или посадочными площадками, также здесь могут находиться кассы или билетные автоматы. Для безопасности и помощи ориентации в пространстве пешеходам с нарушением зрения на остановочных пунктах укладывают тактильное покрытие.
Некоторые остановочные пункты используются для служебных нужд перевозчика и не предназначены для пассажиров, к примеру, в депо. Остановки поездов на таких пунктах могут осуществляются по требованию.

## Галерея

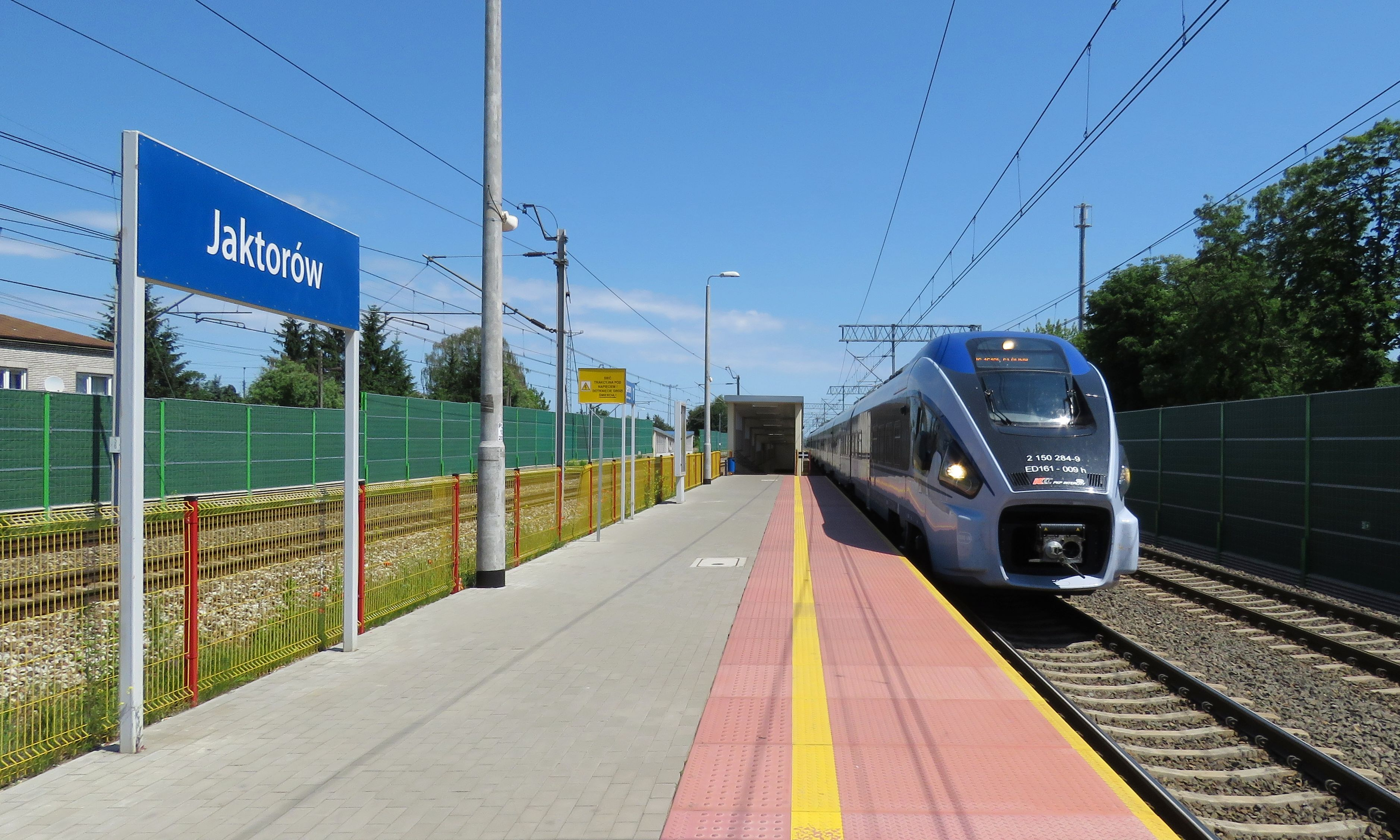
Остановочный пункт Якторув  в гмине Якторув Мазовецкого воеводства. Польша
Остановочный пункт Булдури в Юрмале на электрифицированной железнодорожной линии Торнякалнс — Тукумс II, Латвия
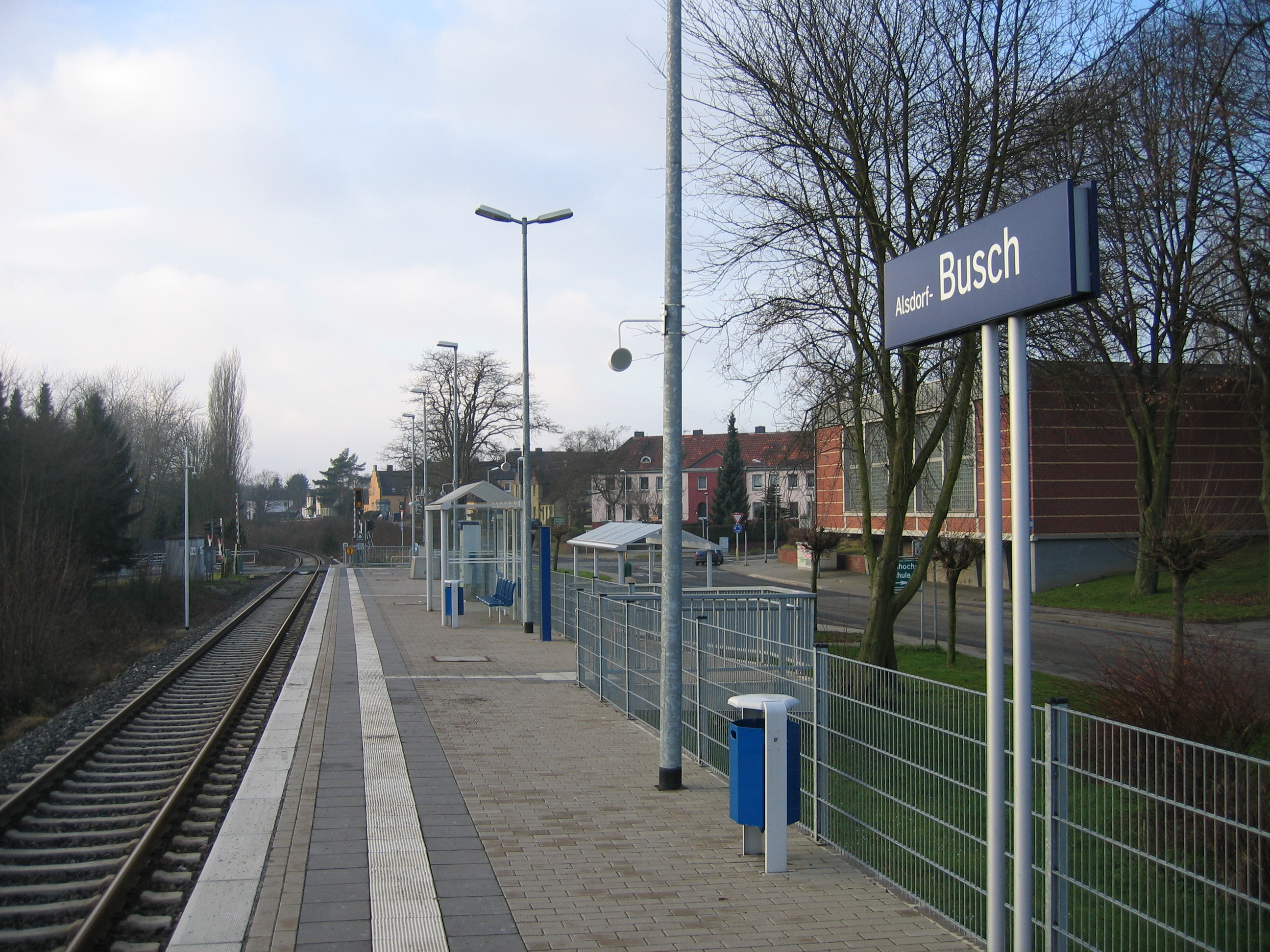
Остановочный пункт на линии Штольберг — Херцогенрат в земле Северный Рейн-Вестфалия, Германия
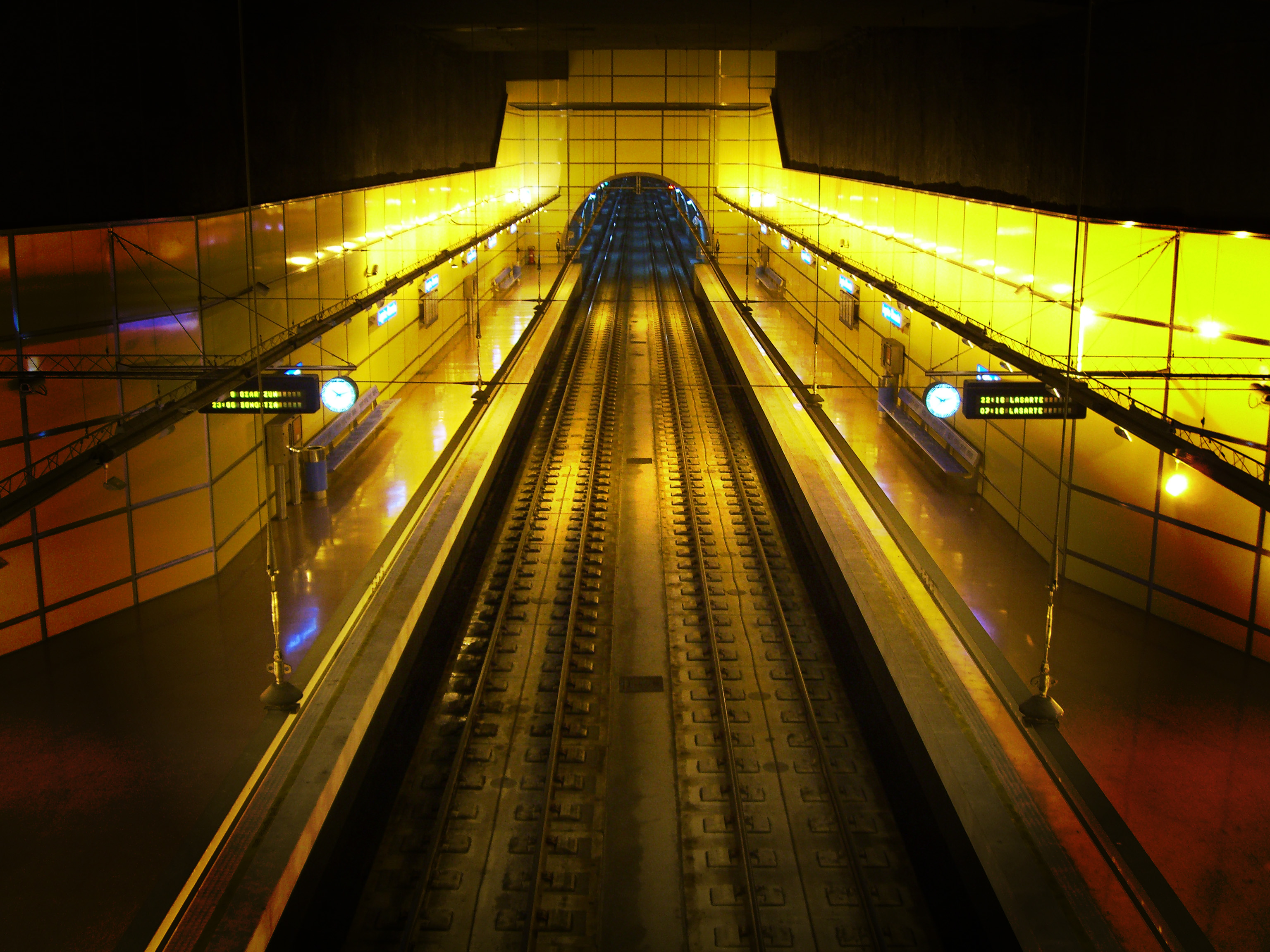
Подземный остановочный пункт EuskoTren в Сан-Себастьяне, Испания
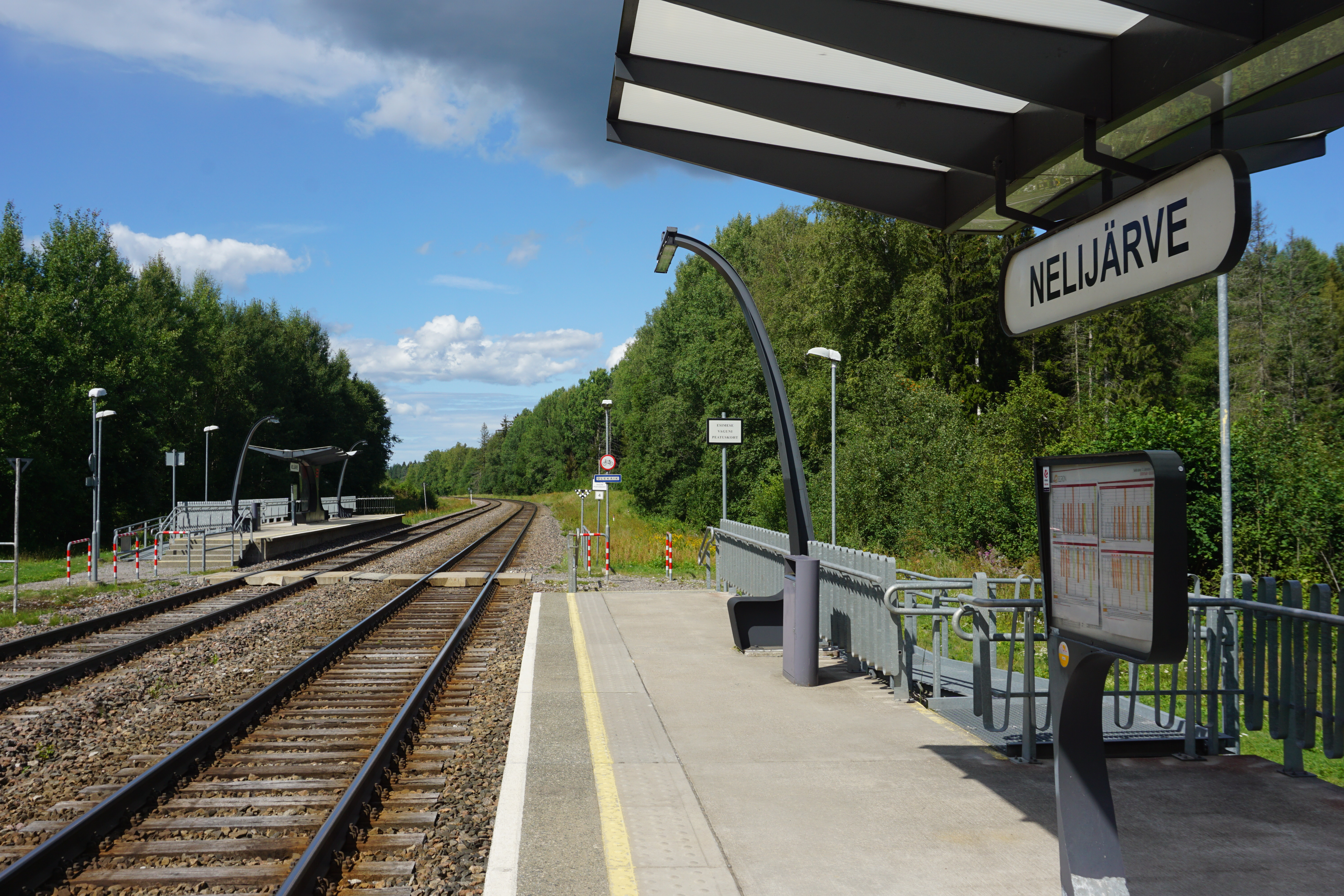
Остановочный пункт «Нелиярве» на линии Таллин—Тарту. Эстония